# Paramexiweckelia ruffoi
Paramexiweckelia ruffoi is een vlokreeftensoort uit de familie van de Hadziidae. De wetenschappelijke naam van de soort is voor het eerst geldig gepubliceerd in 1996 door Holsinger.